# (20963) Pisarenko
(20963) Pisarenko (1977 QN1) – planetoida z pasa głównego asteroid okrążająca Słońce w ciągu 4,24 lat w średniej odległości 2,62 j.a. Odkryta 19 sierpnia 1977 roku.